# Cyne banahaensis
Cyne banahaensis är en tvåhjärtbladig växtart som först beskrevs av Adolph Daniel Edward Elmer, och fick sitt nu gällande namn av Danser. Cyne banahaensis ingår i släktet Cyne och familjen Loranthaceae. Inga underarter finns listade i Catalogue of Life.